# 医生，我来引渡灵魂
《医生，我来引渡灵魂》（羅馬化：Khun Mo Khrap Phom Ma Rap Winyan Khon Khai）是由纳查彭·拉塔那蒙空（Nat）、卡斯德杰·泓拉达隆牧普（Karn）领衔主演的泰国奇幻同志浪漫爱情剧。剧集改编自著名的同名小说，于2022年3月23日起每周三晚上十一时正在GMM 25播出。

## 剧情简介
普拉卡姆医生（Nat 饰）是一位著名的外科医生，他致力于拯救人们的生命。然而，他最不想见到的死神每天都会出现在病床前，试图夺走人的灵魂。他们的工作性质完全对立。而地獄使者和一个医生的禁忌爱情故事该如何延续下去？

## 演员阵容
- 纳查彭·拉塔那蒙空（Nat）饰演 普拉卡姆（Prakan Pitakjitti）
- 卡斯德杰·泓拉达隆牧普（Karn）饰演 Tua Phee
- 维拉帕特·托马纳特（Tae）饰演 Nathee
- 帕特·查特博里拉克（Pat）饰演 Kheeta
- 苏拉特·本朋沙瓦（Yacht）
- 帕瓦蒂·可乔派萨恩（Cookai）饰演 Weeranuch
- 素科尔·萨斯喀彻温（Jome）

## 剧情回响

### 关注度
剧集在播出第一集后登上了推特趋势前4名。

### 泰國電視收視率
- 收視最低的集數以藍色表示，收視最高的集數以紅色表示，而空格則表示該集的收視沒有相關數據。

| 集數 No.   | 播放日期      | 播放時段 (UTC+07:00) | 平均收視率 | 來源   |
| ---------- | ------------- | -------------------- | ---------- | ------ |
| 1          | 2022年3月23日 | 星期三 23:00         | 不適用     | 不適用 |
| 2          | 2022年3月30日 | 星期三 23:00         | 不適用     | 不適用 |
| 3          | 2022年4月6日  | 星期三 23:00         | 0.051      | [ 5 ]  |
| 4          | 2022年4月13日 | 星期三 23:00         | 0.047      | [ 6 ]  |
| 5          | 2022年4月20日 | 星期三 23:00         | 0.052      | [ 7 ]  |
| 6          | 2022年4月27日 | 星期三 23:00         | 0.155      | [ 8 ]  |
| 7          | 2022年5月4日  | 星期三 23:00         | 0.039      | [ 9 ]  |
| 8          | 2022年5月11日 | 星期三 23:00         | 0.097      | [ 10 ] |
| 9          | 2022年5月18日 | 星期三 23:00         | 0.037      | [ 11 ] |
| 10         | 2022年5月25日 | 星期三 23:00         | 0.029      | [ 12 ] |
| 11         | 2022年6月1日  | 星期三 23:00         | 0.023      | [ 13 ] |
| 12         | 2022年6月8日  | 星期三 23:00         | 0.008      | [ 14 ] |
| 平均收視率 | 平均收視率    | 平均收視率           | 0.054      | 1      |

^1  基於每集的平均觀眾份額。